# D23 (ディズニー)
D23：オフィシャル・ディズニーファンクラブ（D23: The Official Disney Fan Club、Disney D23、または単にD23としても知られる）は、ウォルト・ディズニー・カンパニーの公式ファンクラブである。2009年に設立され、主に隔年開催されるイベント「D23: The Ultimate Disney Fan Event」（旧称D23 Expo）で知られている。D23という名称は、「D」がディズニーを指し、「23」がウォルト・ディズニーが会社を設立した1923年を表している。
会員制度は無料会員とゴールド会員の2種類がある。会員特典には、季刊誌『Disney twenty-three』、毎年のギフト、イベント、限定商品の提供、D23 Expoファンコンベンションへの割引や優先アクセスが含まれる。

## 歴史
2009年3月10日、ボブ・アイガーが会社の年次総会でD23を発表した。D23は、2009年のサンディエゴ・コミコン」でブースを出展し、同年9月10日から13日に初のD23 Expoを開催した。2010年3月、D23は、Expoを毎年ではなく隔年開催とし、Expoが開催されない年には「Destination D」イベントを実施すると発表した。2013年2月には、ウォルト・ディズニー・カンパニー・ジャパンが、初のD23 Expo Japanを2013年10月12日から14日に開催すると発表した。
2013年4月、D23はターナー・クラシック・ムービーズ・フェスティバルと協力し、『白雪姫』の75周年記念上映を行い、『海底二万里』の新たに修復されたフィルム（オリジナルのカメラネガから復元）をカーク・ダグラスの司会で上映した。
2013年9月末、スティーブン・クラークがD23の責任者を退任し、2014年1月にはアダム・サンダーソンがディズニーアーカイブの監督も含め、コーポレート・コミュニケーション担当上級副社長に就任した。2014年11月21日の週末イベント「Destination D」で、サンダーソンはシルバーレベルの会員制度が廃止されることを発表した。

2009年の設立から2023年まで使用されたD23のロゴ

2018年10月、ディズニー・クルーズ・ラインは、D23と協力して30分間のエンターテイメントニュース番組「Disney at Sea with D23」の放送を開始した。この番組は、D23の情報を基に、ディズニー傘下の各社のニュースを取り上げるもので、ディズニー・ワンダー号で初めて放送された。

## イベント
主なイベントには以下が含まれる。
- D23 Expo（2009年 - 現在）：隔年開催されるイベント[9]。

- Destination D（2010年 - 現在）：Expoと交互に隔年で開催される、規模の小さいイベント。
  - Disneyland '55（2010年9月24日・25日）：ディズニーランドホテルのグランドボールルームで開催[9]。
  - Attraction Rewind（2014年11月21日 - 23日）：ディズニー・コンテンポラリー・リゾート（英語版）で開催されたイベント。ウォルト・ディズニー・イマジニアリングのグレンデール店（グランドセントラル・クリエイティブ・キャンパス本社（英語版）内）によるポップアップショップ、ディズニーパークのコレクションやメモラビリア、ニューヨーク万博のディズニー関連グッズを展示する「Treasures of Walt Disney Archives」、および『トゥモローランド』の先行上映を実施[12]。

- 先行上映会
- ディズニーのスタジオで、過去のアニメーション映画の上映とパネルディスカッションを行うイベント。

- Lunch with a Legend（2014年 - 現在）

- D23 Day：年に3回開催される、ウォルト・ディズニー・スタジオとアーカイブメンバーのツアー。

- メンバーVIPスタジオツアー（2015年）：ゴールドメンバー向けに平日開催され、ディズニー・レジェンドとのランチや特別なVIPギフトが含まれる。

- Light Up the Season（2015年）：元々は社員向けに開催されていた年末シーズンを祝うイベントで、D23メンバー向けにはスタジオでキャロル、ココア、クリスマスツリー点灯が行われるバージョンがある。

- Member Night at Newsies—On Tour（2015年 - 現在）[15]

- Behind-The-Scenes Experiences（2015年 - 現在）

- メンバー・ミキサー・アット・ディズニーストア（2016年2回目開催）：ディズニーストアでのメンバー限定の朝のショッピングイベント、割引、ゲーム、グッズが提供される。

- Disney Fanniversary Celebration[16]

## D23 Expo
D23 Expoは隔年で開催されるイベントで、以下の内容が特徴的である。
- ディズニー・レジェンド授賞式

- プロジェクトの独占初公開

- 今後のアトラクションの紹介

- セレブリティの登場
- 限定商品を扱うポップアップストア
- ディズニーの歴史に関するプレゼンテーション
- ファンによるコスチュームコンテスト「Mousequerade」
- 記念品のファントレーディングが行われるエンポリウム
- ウォルト・ディズニー・アーカイブによる展示[17]
- ファンアートコンテスト（2013年 - 現在）[10]

『ニューヨーク・タイムズ』は、このExpoについて「驚嘆すべきと同時に畏怖を感じさせる光景で、同社の製品、神話創造、キャラクターがいかに文化的な織物の中に深く織り込まれているかを示している」と評している。

### 2009年

#### D23: The Ultimate Disney Fan Experience
最初のD23 Expoは、2009年9月10日から13日まで、カリフォルニア州アナハイムのアナハイム・コンベンション・センターで開催された。このイベントでは、ウォルト・ディズニー・イマジニアリングのパビリオンが登場し、今後のアトラクションのモデルやテストが紹介されたほか、企業の社会的責任に関する展示では、写真撮影スポットや、海外派遣軍やホームレスシェルター向けのプロジェクトも取り上げられた。さらに、ディズニー・コンシュマー・プロダクツのパビリオンでは、数年内に販売される商品が展示され、ディズニー・ドリームストアやウォルト・ディズニー・アーカイブの衣装や小道具、コレクターズフォーラムでは、全国から集まった人々が記念品を展示・販売した。
イベントは、D23アリーナ、ステージ23、ストーリーテラーズシアター、ウォルト・ディズニー・スタジオシアターで行われ、多くの将来のプロジェクトが発表された。その中には、マジック・キングダムのファンタジーランドの拡張、ディズニーランドとディズニー・ハリウッド・スタジオでの「スター・ツアーズ」の大規模改修、ビートルズの『イエロー・サブマリン』を題材にした映画、そして『パイレーツ・オブ・カリビアン』シリーズ第4作のタイトルが『パイレーツ・オブ・カリビアン／生命の泉』と発表され、2011年夏の公開が予定された。また、新しい『マペット』の映画や、『ウェイン&ラニー クリスマスを守れ!』『塔の上のラプンツェル』、3D版『美女と野獣』、バイラルマーケティングを用いたマペットの動画、ギレルモ・デル・トロ監督の映画シリーズのクリップや特別映像が紹介された。
セレブリティの登場も目玉の一つで、ジョン・トラボルタ、ニコラス・ケイジ、パトリシア・ヒートン、ケルシー・グラマー、ティム・バートン、セレーナ・ゴメス、ダニー・オズモンド、トム・バーゲロン、キム・ジョンソン、ベティ・ホワイト、ロビン・ウィリアムズ、ジョセフ・ファインズ、ジョニー・デップ（キャプテン・ジャック・スパロウとして）などが出演した。また、マイリー・サイラス、オナー・ソサエティ、『マペット』によるライブパフォーマンスも行われた。

### 2010年

#### Destination D: Disneyland ’55
2010年の年次株主総会で発表された通り、2010年にはD23 Expoは開催されず、翌年の2011年8月19日から21日にアナハイム・コンベンションセンターで開催された。その代わりとして、「Destination D」と呼ばれる新しいイベントが、2010年9月24日から25日にカリフォルニア州アナハイムのディズニーホテルのボールルームで開催された。このイベントは毎年異なるテーマを掲げるもので、2010年のテーマは「Disneyland '55」だった。これらのイベントは隔年でD23 Expoと交互に開催されることが予想されている。

### 2011年

#### Destination D: Walt Disney World 40th
2011年5月14日から15日にかけて、ウォルト・ディズニー・ワールド・リゾートの40周年を記念して、「Destination D」イベントがディズニー・コンテンポラリー・リゾートで開催された。

#### D23: The Ultimate Disney Fan Event

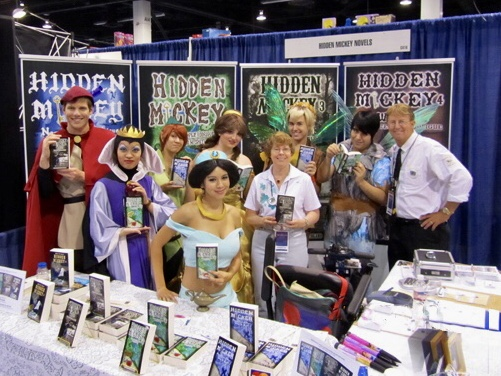
D23 Expo 2011のコレクターズ・フォーラムの隠れミッキーブース

D23 Expoは、2011年8月19日から21日まで、カリフォルニア州アナハイムのアナハイム・コンベンション・センターで2回目が開催された。このExpoは、2009年の初回イベントに似ており、展示フロアにはディズニー・チャンネル、ラジオ・ディズニー、コレクターズフォーラム、ウォルト・ディズニー・スタジオ、ディズニーリビング、ディズニーの企業市民活動、ディズニー・インタラクティブ・メディア・グループのパビリオンが追加された。ウォルト・ディズニー・アーカイブの「Treasures of the Walt Disney Archives」も、初回のD23 Expoから12,000平方フィート（約1,100平方メートル）拡大された。また、新たなパビリオンとして、2009年のD23 Expoでのウォルト・ディズニー・イマジニアリングの展示に似た「Walt Disney Parks and Resorts's Carousel of Projects」が登場し、世界中のディズニーパークで進行中のプロジェクトを紹介した。
ショッピングエリアとしては、初回のExpoで好評だった「D23 Expo Dream Store」が再登場し、さらにウォルト・ディズニー・イマジニアリング本部から「Mickey's of Glendale」、バーバンクのウォルト・ディズニー・アーカイブから「Walt Disney Archives Treasure Trove」も加わった。その他、「A Small World Village」や「Disney Living Pavilion」内のディズニーストアなども人気を集めた。コレクターズフォーラムでは、ディズニーの記念品が販売され、Disneyana Fan Club、Mouse Planet、Mice Chat、そして著者ナンシー・テンプル・ロドリゲやアーティストのブライアン・ルードと交流できた。
イベント会場では、D23アリーナ、ステージ23、ステージ28、タレントラウンドアップエリアの「レッドカーペット」、ディズニーリビングパビリオンのストーリーテラーズステージ、ディズニー・チャンネル / ラジオ・ディズニーステージでイベントが行われた。ディズニーチャンネルのステージでは、ココ・ジョーンズ、チャイナ・アン・マクレーンのパフォーマンス、ラジオ・ディズニーの「N.B.T.（ネクスト・ビッグ・シング）」の初公開、レオ・ハワードによる空手の演武が行われ、観客は『グッドラック・チャーリー』『ジェイクとネバーランドのかいぞくたち』『レモネード・マウス』『めっちゃ ソー・ランダム』『フィニアスとファーブ』『とび蹴りアチョ〜ズ』『スイチュー! フレンズ』『天才学級アント・ファーム』『おたすけマニー』『きんきゅうしゅつどう隊 OSO』『KING兄弟』『シェキラ!』のキャストと交流する機会を得た。
ステージ23では、ウォルト・ディズニー・スタジオとABCスタジオのプロジェクトが紹介され、『アベンジャーズ』『ザ・マペッツ』『メリダとおそろしの森』『モンスターズ・ユニバーシティ』『ワンス・アポン・ア・タイム』『プレップ&ランディング：ノーティ vs. ナイス』、そしてピクサー25周年記念イベントが行われた。ステージ28では、ディズニー・クルーズ・ライン、「カーズランド」「ブエナビスタ・ストリート」「スター・ツアーズ」の改修、そして『リトル・マーメイド』の新アトラクションなどのウォルト・ディズニー・イマジニアリングによるパネルディスカッションが開催された。
初の「Ultimate Disney Fan Trivia Tournament」は、2011年8月18日（D23 Expoの1日前）に開催され、何千人もの参加者が100人に絞られ、その後20人に減らされた。ホストを務めたのは『LOST』や『ウェイバリー通りのウィザードたち』に出演したダニエル・ローバックで、最終的にジョン・クロウスキーが優勝者となった。彼の名前はルートヴィヒ・フォン・ドレイクのトロフィーに刻まれ、ウォルト・ディズニー・アーカイブに保存された。また、彼は2012年に公開されたディズニー・ファンタジー号のプレミアクルーズに招待された。
D23アリーナでは、さまざまな重要なイベントが行われた。その中で注目されたのが、ディズニー・レジェンド授賞式で、今回の授賞者にはジョディ・ベンソン、バートン・ボイド、ジム・ヘンソン、リンダ・ラーキン、ペイジ・オハラ、レジス・フィルビン、アニカ・ノニ・ローズ、レア・サロンガ、レイモンド・L・ワトソン、ガイ・ウィリアムズ、ジャック＆ボニータ・レイザーなどが含まれていた。

### 2012年

#### Destination D: 75 Years of Disney Animated Features
この「Destination D」イベントは、2012年8月11日から12日にカリフォルニア州アナハイムのディズニーホテルのボールルームで開催され、ディズニーの長編アニメーション75周年を祝うものだった。このイベントは、ディズニーの基準となる映画の芸術、物語、音楽、声優、想像力、そして革新性を称える前例のない祝典であった。

### 2013年
D23 Expoは、2013年8月9日から11日にかけて、カリフォルニア州アナハイムのアナハイム・コンベンション・センターで3回目の開催を迎えた。ディズニーの関係者によると、推定来場者数は約65,000人だった。
ウォルト・ディズニー・スタジオは、実写映画の独占映像を披露し、『ウォルト・ディズニーの約束』『マレフィセント』『ザ・マペッツ2/ワールド・ツアー』『トゥモローランド』『マイティ・ソー/ダーク・ワールド』などが紹介された。また、アニメーション作品として、『アーロと少年』『アナと雪の女王』『モンスターズ・パーティ』『ミッキーのミニー救出大作戦』『ファインディング・ドリー』『インサイド・ヘッド』も発表された。
ルーカスフィルムは、D23 Expoで初めて参加し、パブロ・ヒダルゴが司会を務めるパネル「Crash Course in the Force: Star Wars Saga 101」を開催した。
ウォルト・ディズニー・パークス＆リゾーツのパビリオンでは、「アバター・ランド」、スター・ウォーズの未来のアトラクション、ディズニー・マジック号での「アベンジャーズ・アカデミー」、ディズニー・スプリングス、上海ディズニーランドに関する展示が行われた。

#### D23 Expo Japan 2013
初のD23 Expo Japanは、2013年10月12日から14日にかけて、東京ディズニーリゾートの舞浜エリアで開催された。このExpoは、ウォルト・ディズニー・カンパニーの90周年、東京ディズニーリゾートの30周年、ディズニーチャンネルの10周年、ディズニーモバイルの5周年、ディズニーJCBカードの5周年、そしてDlifeの1周年といった複数の記念すべき周年を祝うイベントだった。これは、日本で初めて開催されたディズニーファン向けイベントでもあった。

### 2014年

#### Destination D: Attraction Rewind
「Destination D: Attraction Rewind」は、2014年11月22日から23日にかけて、ウォルト・ディズニー・ワールド・リゾートのディズニー・コンテンポラリー・リゾートで開催された。

### 2015年
第4回D23 Expoは、2015年8月14日から16日にかけて、カリフォルニア州アナハイムのアナハイム・コンベンション・センターで開催された。ピクサーとウォルト・ディズニー・アニメーション・スタジオは、『アーロと少年』『ファインディング・ドリー』『ズートピア』『モアナと伝説の海』『トイ・ストーリー4』『リメンバー・ミー』の初公開映像を発表した。マーベル・スタジオは、『シビル・ウォー/キャプテン・アメリカ』の映像や『ドクター・ストレンジ』のコンセプトアートを披露し、ルーカスフィルムは『スター・ウォーズ/フォースの覚醒』の映像を発表した。ウォルト・ディズニー・ピクチャーズは、『アリス・イン・ワンダーランド/時間の旅』『ジャングル・ブック』『美女と野獣』『パイレーツ・オブ・カリビアン/最後の海賊』『ピートと秘密の友達』『ザ・ブリザード』『奇跡のチェックメイト - クイーン・オブ・カトゥエ』を紹介し、また『インクレディブル・ファミリー』と『カーズ/クロスロード』のロゴも初公開された。
ディズニー・インタラクティブは、『スター・ウォーズ バトルフロント』『ディズニー インフィニティ3.0』『キングダム ハーツIII』などのプレゼンテーションを行い、ゲーム内の新しい映像やトレーラーが公開されたほか、サプライズ発表や特別ゲストも登場した。
ウォルト・ディズニー・スタジオのプレゼンテーションの最後に、ボブ・アイガーがサプライズ発表を行い、ディズニーランドとディズニー・ハリウッド・スタジオに『スター・ウォーズ』をテーマにした新しいエリアが開発中であることを明かした。
「Disney on Broadway: The Originals」では、ディズニーの映画を舞台化したディズニー・シアトリカル・プロダクションズによるステージが披露され、『アナと雪の女王』の音楽を祝う「FROZEN FANdemonium – A Musical Celebration!」や、『トイ・ストーリー』の公開20周年を祝うイベントも開催された。

#### D23 Expo Japan 2015
第2回D23 Expo Japanは、2015年11月6日から8日にかけて東京ディズニーリゾートで開催された。

### 2016年

#### Destination D: Amazing Adventures
「デスティネーションD」イベントは、2016年11月19日から20日にかけて、ウォルト・ディズニー・ワールド・リゾート内のディズニー・コンテンポラリー・リゾートで開催された。

### 2017年
第5回D23 Expoは、2017年7月14日から16日にかけてカリフォルニア州アナハイムのアナハイム・コンベンション・センターで開催された。
ピクサーとウォルト・ディズニー・アニメーション・スタジオは、『シュガー・ラッシュ:オンライン』『インクレディブル・ファミリー』『リメンバー・ミー』の初公開映像が紹介された。ルーカスフィルムは『スター・ウォーズ／最後のジェダイ』の舞台裏映像を公開し、マーベル・スタジオは『アベンジャーズ／インフィニティ・ウォー』の初公開映像を発表した。ウォルト・ディズニー・ピクチャーズは、『リンクル・イン・タイム』『メリー・ポピンズ リターンズ』『くるみ割り人形と秘密の王国』、そして実写版『ライオン・キング』の映像を初公開した。また、実写版『アラジン』のキャストも発表された。ウォルト・ディズニー・パークス＆リゾーツは、ディズニーランドとディズニー・ハリウッド・スタジオに登場する『スター・ウォーズ』テーマの新エリアが「スター・ウォーズ:ギャラクシーズ・エッジ」と命名されたことを発表し、パビリオンにてそのスケールモデルが展示された。『ラプンツェル ザ・シリーズ』や『アナと雪の女王/家族の思い出』、そして『ヘラクレス』公開20周年を祝うプレゼンテーションも行われた。『ニューヨーク・タイムズ』は、2017年のExpoの来場者数を約100,000人と推定している。

### 2018年

#### D23 Expo Japan 2018
第3回D23 Expo Japanは、2018年2月10日から12日にかけて、東京ディズニーリゾートで開催された。

#### Destination D: Celebrating Mickey Mouse
「Destination D: Celebrating Mickey Mouse」は、2018年11月16日から18日にかけて、ウォルト・ディズニー・ワールド・リゾートのディズニー・コンテンポラリー・リゾートで開催された。

### 2019年
第6回D23 Expoは、2019年8月23日から25日にかけてカリフォルニア州アナハイムのアナハイム・コンベンション・センターで開催された。ピクサーとウォルト・ディズニー・アニメーション・スタジオは、『アナと雪の女王2』『2分の1の魔法』『ソウルフル・ワールド』の拡大プレビューを披露し、さらに新作『ラーヤと龍の王国』も発表された。マーベル・スタジオは『ブラック・ウィドウ』や『エターナルズ』の初公開映像を紹介し、さらに『ムーンナイト』『ミズ・マーベル』『シー・ハルク:ザ・アトーニー』、そして『ブラックパンサー/ワカンダ・フォーエバー』を発表した。ルーカスフィルムは『スター・ウォーズ/スカイウォーカーの夜明け』の舞台裏映像を公開した。
ウォルト・ディズニー・ピクチャーズは、実写版『ムーラン』や『マレフィセント2』『ジャングル・クルーズ』、そして実写版前日譚『クルエラ』の初公開映像を披露した。また、このExpoではディズニーが20世紀フォックスからのプロジェクトも初めて紹介し、『フォードvsフェラーリ』『スパイ in デンジャー』『キングスマン:ファースト・エージェント』の映像が公開された。アラン・ホルンは、Expoでフォックスに関する大きな発表は行わないと述べたが、今後フォックスについてのさらなる情報が発表されることを示唆した。

### 2020年

#### D23 Fantastic Worlds Celebration
初の「Destination D23」バーチャルイベントは、2020年11月16日から20日にかけてオンラインで開催された。この「D23 Fantastic Worlds Celebration」は、新型コロナウイルス感染症の世界的流行の影響でデジタル形式に移行し、全ラインアップが発表された。

### 2021年

#### Destination D23: A Fan-Tastic Disney Celebration
「Destination D23: A Fan-Tastic Disney Celebration」は、2021年11月19日から21日にかけて、ウォルト・ディズニー・ワールド・リゾートの50周年記念の一環として、ディズニー・コンテンポラリー・リゾートで開催され、オンラインでも配信された。

### 2022年
第7回D23 Expoは、2022年9月9日から11日にかけて、カリフォルニア州アナハイムのアナハイム・コンベンション・センターで開催された。元々は2021年に開催予定だったが、アメリカでのコロナウイルス感染症の流行の影響で1年延期された。D23 Expo 2022では、ウォルト・ディズニー・ピクチャーズの新しい製作ロゴがデビューし、ディズニースタジオコンテンツとインダストリアル・ライト&マジックによって制作され、クリストフ・ベック作曲、ティム・デイヴィス指揮による「星に願いを」の新しいアレンジが伴った。
ピクサーとウォルト・ディズニー・アニメーション・スタジオは、『マイ・エレメント』と『ストレンジ・ワールド/もうひとつの世界』の初公開映像を披露し、『インサイド・ヘッド2』『星つなぎのエリオ』『ウィッシュ』の発表も行った。ウォルト・ディズニー・ピクチャーズは、『リトル・マーメイド』『ピーター・パン＆ウェンディ』『魔法にかけられて2』『白雪姫』『ホーンテッドマンション』の初公開映像を紹介し、さらに『ライオン・キング:ムファサ』を発表した。
マーベル・スタジオは、『ウェアウルフ・バイ・ナイト』の発表と、『ブラックパンサー/ワカンダ・フォーエバー』『アイアンハート』『アントマン&ワスプ:クアントマニア』『ロキ シーズン2』『エコー』『シークレット・インベージョン』『マーベルズ』の独占映像を公開した。ルーカスフィルムは、『インディ・ジョーンズと運命のダイヤル』の初公開映像や、『スター・ウォーズ：テイルズ・オブ・ジェダイ』『マンダロリアン』『ウィロー』のトレーラーを発表した。
20世紀スタジオは、Netflix向けの『アサシン クリード』TVシリーズを発表し、『アバター:ウェイ・オブ・ウォーター』の新シーンを公開した。ディズニー・ブランデッド・テレビジョンは、『アメリカン・ボーン・チャイニーズ』『ザ・マペッツ・メイヘム』『パーシー・ジャクソンとオリンポスの神々』など、複数のDisney+限定番組の初公開映像を紹介した。
さらに、ディズニーは、会社の100周年を記念する「Disney100」の展示やパネル、そして『ミラベルと魔法だらけの家』を祝うイベントや、スーザン・イーガンとアンネリーズ・ヴァン・ダー・ポールによるディズニープリンセスコンサートを開催した。ニューヨーク・タイムズは、2022年のExpoの来場者数を約140,000人と推定している。

### 2023年

#### Destination D23 2023
「Destination D23 2023」は、ウォルト・ディズニー・カンパニーの100周年記念の一環として、2023年9月8日から10日にかけて、ウォルト・ディズニー・ワールド・リゾートのディズニー・コンテンポラリー・リゾートで開催され、オンラインでも配信された。

### 2024年

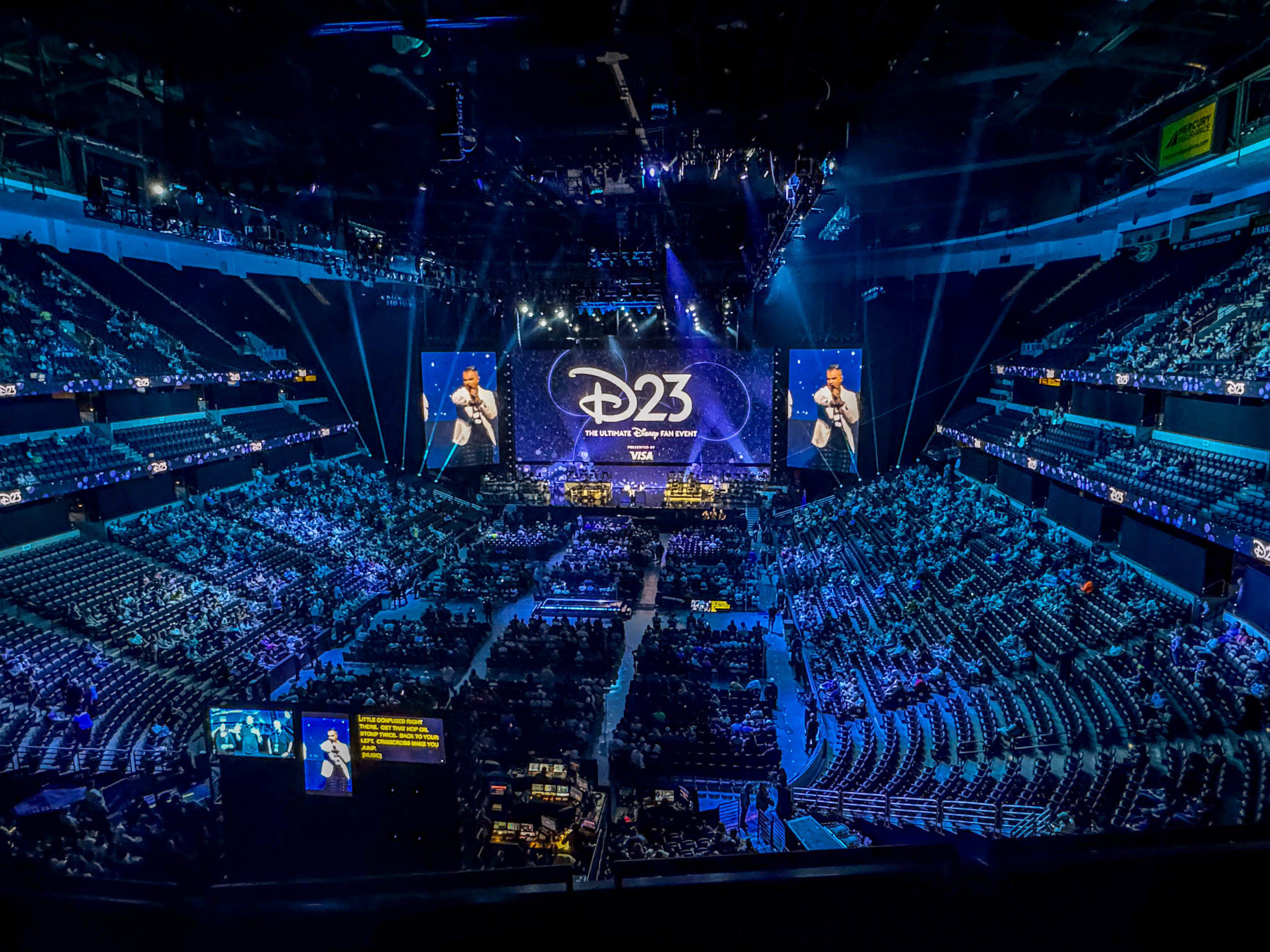
ホンダセンター

第8回D23ファンイベントは、2024年8月9日から11日にかけてカリフォルニア州アナハイムのアナハイム・コンベンション・センターで開催された。今回から「Expo」の語が削除され、「D23: The Ultimate Disney Fan Event」という名称となった。8月8日には、ディズニーランド・リゾートでD23キックオフセレブレーションが行われ、9日から11日までの昼間はアナハイム・コンベンションセンターでショッピングのポップアップショップ、展示、パネルディスカッション、プレゼンテーションが開催され、夜にはホンダセンターで大型イベントが行われた。8月9日には「Disney Entertainment Showcase」、10日には「Disney Experiences Showcase」、そして11日には「Disney Legends Ceremony」が開催された。
『ガーディアン』は、このイベントについて「ディズニーのスーパーファンでいることは安くない」と説明しており、3日間のチケットは約300ドルからスタートし、ホンダセンターでの最高席は2,599ドルにまで達した。
「Experiences Showcase」の一部はフォートナイト内でゲームとして視聴可能で、次のバトルロイヤルシーズンに向けたドクター・ドゥームのトレーラーが公開された。

#### D23 Brazil: A Disney Experience
初の「D23 Brazil」は、2024年11月8日から10日にかけて、ブラジル・サンパウロのトランスアメリカ・エキスポセンターで開催される。2024年1月11日、コンシューマー・エレクトロニクス・ショー（CES 2024）の際に、ディズニーがこのイベントを世界的に展開すると発表し、同年11月にサンパウロでD23が開催されることが明らかになった。これは、ブラジルで初めて開催されるディズニーファン向けのイベントである。